# Tuojiangosaurus
Tuojiangosaurus ("gušter rijeke Tuo") bio je rod dinosaura stegosaurida iz razdoblja kasne jure, a koji je pronađen u gornjoj formaciji Shaximiao u pokrajini Sichuan u Kini. Fizički sličan sjevernoameričkom rodu Stegosaurus, Tuojiangosaurus je najbolje istražen od svih kineskih stegosaurida. Bio je dug oko 7 m i visok oko 2 m, s pretpostavljenom težinom od oko 4 tone.

## Otkriće i vrste
Tipična i jedina poznata vrsta, T. multispinus, dobila je naziv 1977. godine (točno stotinu godina nakon roda Stegosaurus) na temelju dva primjerka, od kojih je kod jednog očuvano više od pola kostiju. Naziv roda potječe od rijeke Tuo Jiang, pritoke rijeke Jangce u Sichuanu.

## Paleobiologija
Tuojiangosaurus je dostizao dužinu od sedam metara, što znači da je bio stegosaur srednje veličine.
Lubanja mu je bila izrazito ravna i izdužena, a u prednjem dijelu čeljusti nije imao zube. Karakterističan je i veliki broj zuba u ostatku čeljusti. Oni su bili maleni i otprilike trokutnog oblika, pilagođeni ishrani biljem.
Kao i Kentrosaurus, Tuojiangosaurus je imao dva reda šiljastih ploča duž kralježnice, a one su bile većih dimenzija iznad predjela kukova, visine do 75 cm. Imao je 17 pari tih ploča, koje su bile okrugle na prednjoj polovini tijela, a trokutne na stražnjoj polovini i repu. Na repu je također imao i bodlje, koje su stršile prema van. Imao je i usku glavu, krupno tijelo i niske zube kao i većina stegosaurida.
Udovi su mu bili snažni, a zadnji su bili znatno dulji od prednjih. Pošto se na kralješke njegove kkralježnice, iz anatomskih razloga, nisu mogli vezati mišići, vjerojatno se nije mogao uspraviti na stražnje noge kao što je to činioo Stegosaurus. To znači da se najvjerojatnije hranio niskom vegetacijom.

## U popularnoj kulturi
Kostur vrste Tuojiangosaurus multispinus može se naći u Općinskom muzeju Chongqinga. Uz to, u Natural History Museumu u Londonu se može naći odljev kostura. Tuojiangosaurus je prikazan u specijalnoj emisiji Bizarre Dinosaurs National Geographic Channela.

## Vanjske poveznice
- Natural History Museum o Tuojiangosaurusu  Arhivirana inačica izvorne stranice od 25. rujna 2006. (Wayback Machine), pristupljeno 4. lipnja 2014.